# Arenaria norvegica
Arenaria norvegica — вид трав'янистих рослин родини гвоздичні (Caryophyllaceae). Географічний епітет лат. norvegica стосується її розташування в Норвегії. Arenaria norvegicais — невелика багаторічна слабо опушена трава, яка може бути розпізнана за яскравими білими 5-пелюстковими квітами й малими протилежними зеленими листками на зазвичай червоних стеблах.

## Опис
Рослина до 6(10) сантиметрів у висоту. Стебло висхідне, голе, слабо розгалужене. Листя протилежне, майже без черешків; пластини еліптичні, ложкоподібні, 3–6 мм довжиною, досить м'ясисті, голі або біля основи негусто волосисті по краях, (нерозбірливо) 1-жильні. Квіти: віночок білий, прибл. 1–1.5 см в ширину; пелюсток 5, бл. 5 мм довжини, трохи довші за чашолистки; чашолистків 5, тичинок 8–10, пиляки білі. Плоди — яйцеподібної форми 3–5 мм довжиною капсули. Насіння чорне, гранульоване.

## Поширення
Північна Європа: Фінляндія, Ісландія, Ірландія, Норвегія, Швеція, Об'єднане Королівство. Зростає, як правило, у відкритому піску, торф'яних ґрунтах і гравійних областях. Вимагає лужного ґрунту.

## Галерея

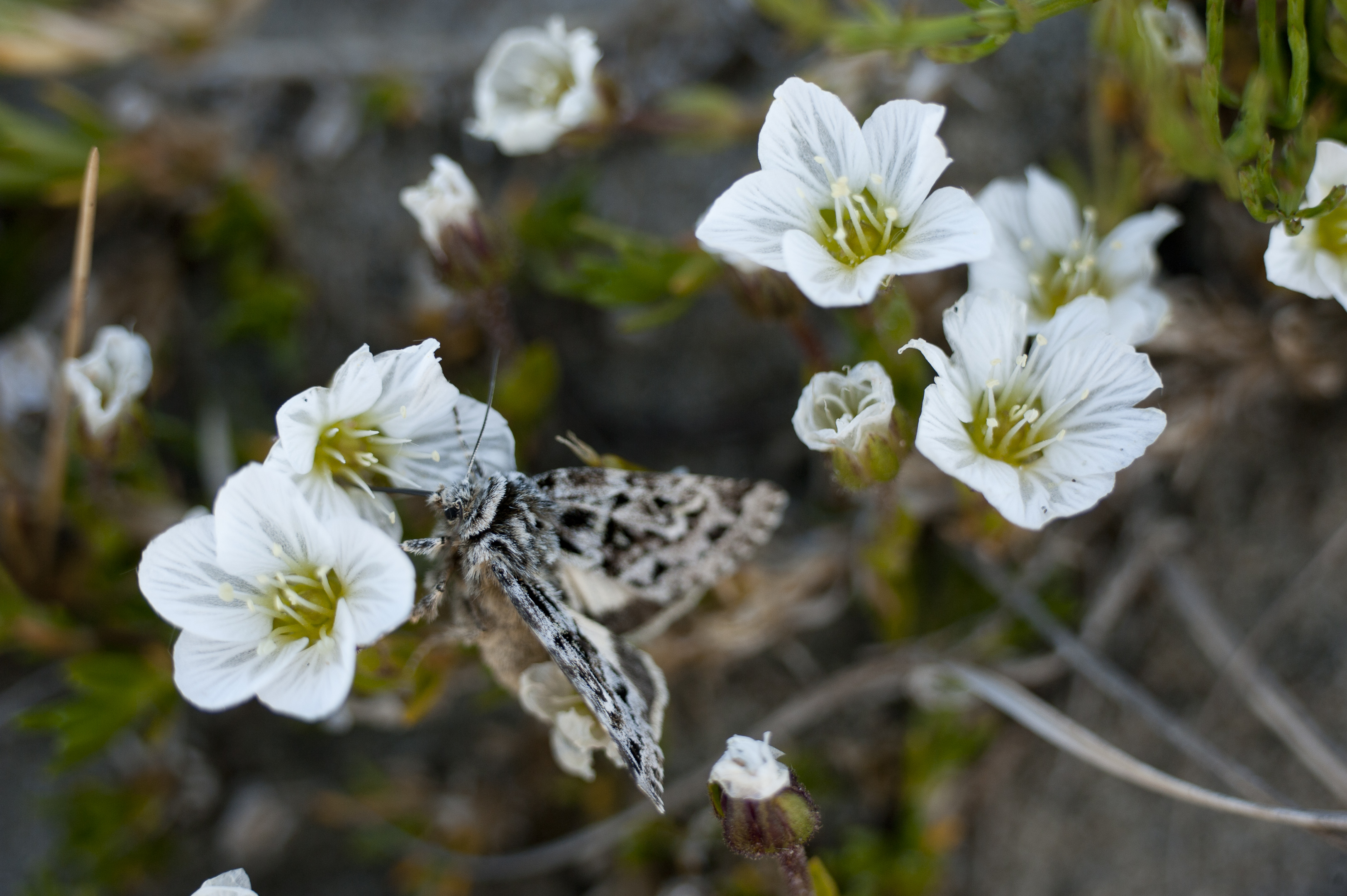